# Церква воздвиження Святого Хреста (Аранчиці)
Церква Воздвиження Святого Хреста (біл. Царква Узвіжання Святога Крыжа) — чинна церква у селі Аранчиці Пружанського району Берестейської області, побудований у 1914 році. Пам'ятка архітектури псевдоросійського стилю.

## Історія
Перша церква в селі Аранчиці з'явилась в 1600 році. Це був дерев'яний храм. Мурований храм був побудований замість дерев'яного у 1654 році, після розібраного і переданого католикам у Линово. Від нього залишився дерев'яний хрест на місці, де раніше був розташований вівтар.
Наприкінці XIX століття прихожанами храму були близько трьох тисяч жителів восьми сусідніх населених пунктів. 30 вересня 1879 року на кошти прихожан був зроблений капітальний ремонт церкви і повторне освячення, однак до 1914 року вона стала непригодна і була замінена.
Нова кам'яна церква Воздвиження Святого Хреста була побудована в 1914 році на західному краю села, стара церква після цього була розібрана, а на її місці встановлений пам'ятний хрест. Церква діяла протягом всього часу існування, включаючи період радянської влади.
У 1928 році були придбані п'ять дзвонів з Перемишля (старі у 1915 році були вивезені у Росію), і також новий іконостас, привезений з Варшави.

## Архітектура
Конічну чотирьохчастинну повздовжньо-осьову композицію храму складають трьохярусна дзвіниця, прямокутна у плані трапезна, кубоподібна молитовна зала, п'ятиграна апсида. Шатрова дзвіниця (2 восьмерика на четверику) та чотирьохсхильний дах основного об'єму завершені луковичними головками на восьмигранних світових барабанах.
В оформлені фасадів використовували зубчаті фризи, вишукані пілястри, кутові лізени і хрести в круглих розетках. Оригінальний акцент отримали бокові фасади основного об'єму: великий арковий віконний отвір, фланкірований двома ярусами лучкових віконних отворів.
Інтер'єр освітлений світловим барабаном на вітрилах. Простір трапезної відкрито в зал широким арочним просвітом. Апсида виділена дерев'яним іконостасом. Найцінніші ікони: «Святий Миколай», «Богоматір Одигитрія» XVIII століття.